# Tage Nielsen (Badminton)
Tage Nielsen (* um 1940) ist ein dänischer Badmintonspieler.

## Karriere
Tage Nielsen siegte 1964 und 1965 jeweils im Herrendoppel und im Herreneinzel bei den Swiss Open. 1973 war er im Einzel bei den French Open erfolgreich. Bei den Sjællandsmesterskaber gewann er 1972 und 1973 die Einzelkonkurrenz sowie 1975 das Herrendoppel.

## Sportliche Erfolge
| Saison | Veranstaltung | Disziplin    | Platz | Name                          |
| ------ | ------------- | ------------ | ----- | ----------------------------- |
| 1964   | Swiss Open    | Herrendoppel | 1     | Tage Nielsen / Heinz Honegger |
| 1964   | Swiss Open    | Herreneinzel | 1     | Tage Nielsen                  |
| 1965   | Swiss Open    | Herrendoppel | 1     | Tage Nielsen / Heinz Honegger |
| 1965   | Swiss Open    | Herreneinzel | 1     | Tage Nielsen                  |
| 1973   | French Open   | Herreneinzel | 1     | Tage Nielsen                  |